# Mount Vernon (Géorgie)
Pour les articles homonymes, voir Mount Vernon (homonymie).
La ville américaine de Mount Vernon est le siège du comté de Montgomery, dans l’État de Géorgie.

## Démographie
| 1880 | 1890 | 1900 | 1910 | 1920 | 1930 |
| ---- | ---- | ---- | ---- | ---- | ---- |
| 69   | 707  | 573  | 605  | 722  | 779  |

| 1940 | 1950 | 1960  | 1970  | 1980  | 1990  |
| ---- | ---- | ----- | ----- | ----- | ----- |
| 900  | 990  | 1 166 | 1 579 | 1 737 | 1 914 |

| 2000  | 2010  | - | - | - | - |
| ----- | ----- | - | - | - | - |
| 2 082 | 2 451 | - | - | - | - |

Lors du recensement de 2000, sa population s’élevait à 2 082 habitants.

## Source
- (en) Cet article est partiellement ou en totalité issu de l’article de Wikipédia en anglais intitulé « Mount Vernon, Georgia » (voir la liste des auteurs).